# Il vincitore (film 1996)
Il vincitore (The Winner) è un film del 1996 diretto da Alex Cox e interpretato da Vincent D'Onofrio, Rebecca De Mornay, Michael Madsen e Billy Bob Thornton, adattamento del testo teatrale A Darker Purpose scritto da Wendy Riss, autrice anche della sceneggiatura.
Una volta terminato, il film venne sottoposto ad un nuovo montaggio da parte della produzione e la colonna sonora originale composta dai Pray for Rain, autori delle musiche di molti film di Alex Cox, venne rimpiazzata da una serie di brani jazz. Tutto ciò all'insaputa del regista come spiega nel suo sito web:
(Alex Cox)

## Trama
Philip sta vivendo un momento fortunato nei casinò di Las Vegas e qualunque cosa scommetta si trasforma in una vincita. Inevitabile che attiri su di sé le attenzioni di un po' di gente, prima tra tutti la cantante Louise, che ha un debito con uno dei boss locali. Ma ci sono anche il suo ex marito Wolf e il nuovo ragazzo Jack, che fa il doppio gioco perché dice di volerla aiutare, quando in realtà intende ricavare soldi a titolo personale. A complicare le cose ci si mettono anche tre modesti gangster, Joey, Frank e Paulie, che cercano di sfruttare la situazione per ottenere un po' di soldi. Philip sembra del tutto indifeso ma le apparenze possono ingannare.

## Distribuzione
Nel 1996 il film è stato proiettato in alcuni festival cinematografici ed è stato distribuito nelle sale statunitensi a partire dal 25 luglio 1997.

### Date di uscita
- Francia (The Winner) - settembre 1996 (Festival del cinema americano di Deauville)
- Canada (The Winner) - 13 settembre 1996 (Toronto International Film Festival)
- Regno Unito (The Winner) - novembre 1996 (London Film Festival)
- Argentina (El ganador) - 16 gennaio 1997
- Spagna (El ganador) - 23 luglio 1997
- Ungheria (A nyerő) - 24 luglio 1997
- Stati Uniti d'America (The Winner) - 25 luglio 1997
- Islanda - 31 ottobre 1997
- UK - 23 gennaio 1998
- Brasile - 13 febbraio 1998
- Thailandia - 3 aprile 1998
- Giappone (ザ・ウィナー) - 13 giugno 1998

## Accoglienza

### Incassi
Il film ha riportato complessivamente un incasso di $26.740.

### Critica
Il sito Rotten Tomatoes riporta il 17% di recensioni professionali con un giudizio positivo, con un voto medio di 3,5 su 10.
Il 23 settembre 1996, sulla rivista Variety il critico Emanuel Levy ha definito Il vincitore «un film che vorrebbe essere eccentricamente comico ma che in ultima analisi è più noioso che emozionante». Pur ammettendo che Alex Cox «dimostra ancora una volta la sua bravura visiva, con ottime inquadrature del lato meno glamour di Las Vegas, lunghe riprese di interni, composizioni che sono sempre piene di tensione, e un montaggio fluente», ha posto l'accento su una storia "ridicola" e sulle «incaute performance di molti degli attori, in particolare Frank Whaley e Michael Madsen, che eccedono terribilmente». Secondo Levy, in definitiva «coloro che speravano in un ritorno alla grande di Alex Cox, dopo lo splendido ma poco visto Highway Patrolman, saranno seriamente delusi. La brillantezza tecnica di Cox e l'illustre cast di attori indipendenti non possono salvare una poco coinvolgente storia "simil-Tarantino" su piccoli furfanti e ingenui falliti».
Non molto diverso è stato il giudizio di Stephen Holden del New York Times, che ha giudicato la prova degli attori, in particolare quella di Vincent D'Onofrio, «irrimediabilmente poco brillante», chiedendosi «come ha potuto l'esuberante regista di Repo Man e Sid e Nancy andare a Las Vegas e fare un film così noioso e pretenzioso da farti venire voglia di robaccia disonesta come Showgirls».
Sul San Francisco Chronicle, Edward Guthmann ha giudicato il film «freddo, insipido e clamorosamente vuoto», definendolo «l'ennesima fastidiosa scopiazzatura di Pulp Fiction», mentre Barbara Shulgasser del San Francisco Examiner ha parlato di «uno di quei film che in realtà non suscitano forti sentimenti, e raccomandarlo o condannarlo sarebbe eccessivo».
Su AllMovie, Josh Ralske scrive: «Il film incorpora una serie di idee abilmente sovversive e funziona quasi come una parodia degli ambienti comicamente violenti di Quentin Tarantino con un pizzico di surrealismo alla David Lynch», aggiungendo però che «l'intero talentuoso cast recita monotonamente, colpendo più e più volte le stesse note» e che «il finale apocalittico ha un ottimo tocco... ma non è sufficiente a salvare il film dall'essere un fallimento moderatamente interessante».

## Colonna sonora
La colonna sonora del film è stata distribuita nel 1997 dall'etichetta Rykodisc. I brani, composti da Daniel Licht tranne dove indicato, sono eseguiti da Joey Altruda With The Cocktail Crew, ad eccezione dell'ultima traccia eseguita dalla band garage rock degli anni sessanta The Feminine Complex.
1. Main Title - 1:19
2. Meet Joey - 3:12
3. At The Strip Joint - 1:46
4. On The Steps/You're Going To Lose - 3:42
5. Visiting Liberace - 2:38
6. Wolf's Daddy - 1:21
7. Piña Colada - 3:04
8. You Gotta Trust Someone - 1:29
9. Let's Go Bury Dad/I'm Cold/Wolf Dies/Louise Returns - 4:34
10. Louise Dies - 3:33
11. End Credits - 4:00
12. Cha Cha #69 (Altruda) - 3:57
13. Tropical Espionage (Altruda) - 4:46
14. I've Been Workin' On You (Dalton) - 2:36

La colonna sonora originale, che venne sostituita dalla produzione all'insaputa del regista, era opera dei Pray for Rain e del compositore e bassista statunitense Zander Schloss. In Giappone, le case di distribuzione Cable Hogue e GAGA hanno pubblicato il film in versione Director's Cut con la soundtrack originale. Tra i brani presenti:
- Lights of Las Vegas (Riss, Schloss) - eseguita da Dan Wool e Rebecca De Mornay
- Have a Dream (on Me) (Riss, Wool) - eseguita da Dan Wool e Rebecca De Mornay
- Fun with Ruth (Wool) eseguita da Dan Wool
- Yer Devil (Schloss) eseguita da Zander Schloss, Tom Barta e Josh Freese
- Minute Waltz Opus 64 No.1 (Chopin)
- 10,000 Dollars de Recompensa (Schloss, Cox) eseguita da Zander Schloss, James Fearnley, Kieran Mulroney e Jesus Nagama
- Relentless (Schloss, Riss, Cox) - eseguita da Zander Schloss e Matt Tecu
- Louise's Sad Story (Mulroney) - eseguita da Kieran Mulroney
- Joey's Sad Story (Mulroney) - eseguita da Kieran Mulroney